# 信山信幸
信山 信幸（しんざん のぶゆき、1939年10月7日 - 没年不明 ）は、東京都千代田区出身で荒磯部屋、伊勢ヶ濱部屋に所属した元大相撲力士。本名は成本 信幸（なりもと のぶゆき）。174cm、116kg。最高位は西十両18枚目。得意技は右四つ、寄り。

## 経歴
1955年3月場所に初土俵。負傷が多く、休場して番付を下げた後復帰して優勝もしくは優勝同点の好成績を残して番付を戻す、と言った日々が続いていたが、1966年1月場所に三段目優勝を果たすと、波に乗っていき、1966年11月場所に十両昇進。この場所は5勝10敗と負け越し、十両在位は1場所のみに終わった。2場所連続で休場した1969年1月場所限りで廃業した。
十両に1場所しか在位できなかったものの、幕下以下の各段で1回ずつ優勝を経験した、非常に珍しい経歴の持ち主である。

## 主な成績
- 通算成績：233勝161敗66休  勝率.591
- 十両成績：5勝10敗  勝率.333
- 現役在位：65場所
- 十両在位：1場所
- 各段優勝
  - 幕下優勝：1回（1966年9月場所）
  - 三段目優勝：1回（1966年1月場所）
  - 序二段優勝：1回（1960年7月場所）
  - 序ノ口優勝：1回（1960年3月場所）

### 場所別成績
| | 一月場所 初場所（東京）   | 三月場所 春場所（大阪） | 五月場所 夏場所（東京）   | 七月場所 名古屋場所（愛知） | 九月場所 秋場所（東京） | 十一月場所 九州場所（福岡） |
| --- | ------------------------- | ----------------------- | ------------------------- | --------------------------- | ----------------------- | --------------------------- |
| 1955年 （昭和30年） | x                         | （前相撲）              | 東序ノ口9枚目 6–2         | x                           | 西序二段53枚目 5–3      | x                           |
| 1956年 （昭和31年） | 西序二段23枚目 6–2        | 西三段目83枚目 5–3      | 東三段目69枚目 4–4        | x                           | 東三段目65枚目 5–3      | x                           |
| 1957年 （昭和32年） | 西三段目52枚目 4–4        | 東三段目50枚目 5–3      | 東三段目30枚目 休場 0–0–8 | x                           | x                       | x                           |
| 1958年 （昭和33年） | x                         | x                       | x                         | x                           | x                       | x                           |
| 1959年 （昭和34年） | x                         | x                       | x                         | x                           | x                       | x                           |
| 1960年 （昭和35年） | （前相撲）                | 東序ノ口13枚目 優勝 7–1 | 西序二段93枚目 6–2        | 東序二段43枚目 優勝 7–0     | 東三段目55枚目 6–1      | 西三段目21枚目 4–3          |
| 1961年 （昭和36年） | 西三段目14枚目 6–1        | 西幕下65枚目 5–2        | 西幕下44枚目 3–4          | 西幕下52枚目 5–2            | 東幕下39枚目 4–3        | 西幕下36枚目 4–3            |
| 1962年 （昭和37年） | 西幕下33枚目 4–3          | 西幕下26枚目 2–5        | 西幕下38枚目 3–4          | 東幕下40枚目 4–3            | 西幕下34枚目 5–2        | 東幕下23枚目 5–2            |
| 1963年 （昭和38年） | 西幕下13枚目 4–3          | 東幕下11枚目 2–5        | 西幕下18枚目 3–4          | 西幕下20枚目 休場 0–0–7     | 東幕下61枚目 休場 0–0–7 | 西三段目6枚目 休場 0–0–7    |
| 1964年 （昭和39年） | 西三段目41枚目 3–4        | 東三段目44枚目 1–6      | 西三段目73枚目 6–1        | 東三段目30枚目 0–1–6        | 東三段目65枚目 6–1      | 西三段目17枚目 休場 0–0–7   |
| 1965年 （昭和40年） | 東三段目63枚目 3–4        | 東三段目74枚目 7–0      | 西幕下75枚目 5–2          | 東幕下57枚目 休場 0–0–7     | 東三段目2枚目 2–2–3     | 西三段目23枚目 3–4          |
| 1966年 （昭和41年） | 西三段目35枚目 優勝 7–0   | 東幕下40枚目 3–4        | 西幕下45枚目 6–1          | 東幕下23枚目 6–1            | 西幕下11枚目 優勝 7–0   | 西十両18枚目 5–10           |
| 1967年 （昭和42年） | 東幕下10枚目 2–5          | 東幕下18枚目 4–3        | 西幕下21枚目 3–4          | 東幕下24枚目 3–4            | 東幕下28枚目 2–5        | 西幕下41枚目 3–4            |
| 1968年 （昭和43年） | 西幕下47枚目 3–4          | 東幕下56枚目 5–2        | 西幕下39枚目 4–3          | 西幕下34枚目 3–4            | 東幕下44枚目 2–5        | 西三段目2枚目 休場 0–0–7    |
| 1969年 （昭和44年） | 西三段目37枚目 引退 0–0–7 | x                       | x                         | x                           | x                       | x                           |
| 各欄の数字は、「勝ち-負け-休場」を示す。 優勝 引退 休場 十両 幕下 三賞：敢=敢闘賞、殊=殊勲賞、技=技能賞 その他：★=金星 番付階級：幕内 - 十両 - 幕下 - 三段目 - 序二段 - 序ノ口 幕内序列：横綱 - 大関 - 関脇 - 小結 - 前頭（「#数字」は各位内の序列） |                           |                         |                           |                             |                         |                             |

## 改名歴
- 成本 信幸（なりもと のぶゆき）1955年3月場所 - 1956年5月場所
- 福力 信幸（ふくりき のぶゆき）1956年9月場所 - 1959年11月場所
- 成本 信幸（なりもと のぶゆき）1960年1月場所 - 1966年1月場所
- 信山 信幸（しんざん のぶゆき）1966年3月場所 - 1969年1月場所[1][2]。